# Relais 4 × 100 mètres 4 nages féminin aux Jeux olympiques d'été de 2012
Navigation
Pékin 2008 Rio de Janeiro 2016
L'épreuve de relais 4 × 100 m 4 nages femmes des Jeux olympiques d'été de 2012 aura lieu le 3 et 4 août au London Aquatics Centre.

## Qualification
Pour participer à cette épreuve qui comprend 16 équipes qui représentent chacune un pays, les pays devaient soit faire partie des 12 meilleures équipes des Championnats du monde de natation 2011 dans cette épreuve soit des 4 équipes non encore qualifiés les plus rapides dans les 15 mois précédant les Jeux.

## Records
Avant cette compétition, les records dans cette discipline étaient les suivants :
| Record du monde  | 3 min 52 s 19 | Chine Zhao Jing (58 s 98) Chen Huijia (1 min 04 s 12) Jiao Liuyang (56 s 28) Li Zhesi (52 s 81)                       | 1er août 2009 | Rome (Italie) | ,     |
| Record olympique | 3 min 52 s 69 | Australie Emily Seebohm (59 s 33) Leisel Jones (1 min 05 s 58) Jessicah Schipper (56 s 25) Lisbeth Trickett (52 s 53) | 17 août 2008  | Pékin (Chine) | [ 4 ] |

## Médaillés
| Or | Argent                                                                                | Bronze                                                 |
| États-Unis Rachel Bootsma Claire Donahue Missy Franklin Jessica Hardy Breeja Larson Allison Schmitt Rebecca Soni Dana Vollmer | Australie Alicia Coutts Brittany Elmslie Leisel Jones Melanie Schlanger Emily Seebohm | Japon Yuka Kato Satomi Suzuki Aya Terakawa Haruka Ueda |

## Résultats

### Finale (4 août au soir)
| Rang               | Ligne | Pays            | Nageurs | Temps         | Notes |
| ------------------ | ----- | --------------- | --- | ------------- | ----- |
| Médaille d'or      | 6     | États-Unis      | Missy Franklin (58 s 50) Rebecca Soni (1 min 04 s 82) Dana Vollmer (55 s 48) Allison Schmitt (53 s 25)                   | 3 min 52 s 05 | RM    |
| Médaille d'argent  | 4     | Australie       | Emily Seebohm (59 s 01) Leisel Jones (1 min 06 s 06) Alicia Coutts (56 s 41) Melanie Schlanger (52 s 54)                 | 3 min 54 s 02 |       |
| Médaille de bronze | 5     | Japon           | Aya Terakawa (58 s 99) Satomi Suzuki (1 min 05 s 96) Yuka Kato (57 s 36) Haruka Ueda (53 s 42)                           | 3 min 55 s 73 |       |
| 4                  | 8     | Russie          | Anastasia Zueva (59 s 13) Yuliya Efimova (1 min 04 s 98) Irina Bespalova (58 s 59) Veronika Popova (53 s 33)             | 3 min 56 s 03 |       |
| 5                  | 1     | Chine           | Zhao Jing (59 s 86) Ji Liping (1 min 06 s 94) Lu Ying (56 s 80) Tang Yi (52 s 81)                                        | 3 min 56 s 41 |       |
| 6                  | 2     | Pays-Bas        | Sharon van Rouwendaal (1 min 00 s 72) Moniek Nijhuis (1 min 06 s 74) Inge Dekker (56 s 91) Ranomi Kromowidjojo (52 s 91) | 3 min 57 s 28 |       |
| 7                  | 3     | Danemark        | Mie Nielsen (59 s 76) Rikke Møller Pedersen (1 min 06 s 77) Jeanette Ottesen Gray (56 s 83) Pernille Blume (54 s 40)     | 3 min 57 s 76 |       |
| 8                  | 7     | Grande-Bretagne | Gemma Spofforth (59 s 46) Siobhan-Marie O'Connor (1 min 08 s 45) Ellen Gandy (57 s 47) Francesca Halsall (54 s 08)       | 3 min 59 s 46 |       |

### Séries (3 août le matin)
| Rang | Série | Ligne | Pays            | Nageuses | Temps         | Notes |
| ---- | ----- | ----- | --------------- | --- | ------------- | ----- |
| 1    | 2     | 5     | Australie       | Emily Seebohm (58 s 57) Leisel Jones (1 min 05 s 96) Alicia Coutts (57 s 45) Brittany Elmslie (53 s 44)                                          | 3 min 55 s 42 | Q     |
| 2    | 2     | 3     | Japon           | Aya Terakawa (59 s 19) Satomi Suzuki (1 min 07 s 15) Yuka Kato (57 s 73) Haruka Ueda (53 s 80)                                                   | 3 min 57 s 87 | Q     |
| 3    | 2     | 2     | Danemark        | Mie Nielsen (1 min 00 s 27) Rikke Møller Pedersen (1 min 07 s 15) Jeanette Ottesen Gray (56 s 74) Pernille Blume (54 s 19)                       | 3 min 58 s 35 | Q     |
| 4    | 2     | 4     | États-Unis      | Rachel Bootsma (59 s 70) Breeja Larson (1 min 06 s 66) Claire Donahue (58 s 05) Jessica Hardy (54 s 47)                                          | 3 min 58 s 88 | Q     |
| 5    | 1     | 7     | Pays-Bas        | Sharon van Rouwendaal (1 min 00 s 98) Moniek Nijhuis (1 min 06 s 98) Inge Dekker (57 s 43) Femke Heemskerk (53 s 80)                             | 3 min 59 s 19 | Q     |
| 6    | 2     | 6     | Grande-Bretagne | Gemma Spofforth (1 min 00 s 02) Siobhan-Marie O'Connor (1 min 08 s 10) Jemma Lowe (57 s 56) Amy Smith (53 s 69)                                  | 3 min 59 s 37 | Q     |
| 7    | 1     | 4     | Chine           | Gao Chang (1 min 00 s 41) Sun Ye (1 min 08 s 01) Jiao Liuyang (57 s 56) Tang Yi (53 s 40)                                                        | 3 min 59 s 38 | Q     |
| 8    | 1     | 5     | Russie          | Maria Gromova (1 min 01 s 53) Yuliya Yefimova (1 min 05 s 84) Irina Bespalova (58 s 33) Veronika Popova (53 s 87)                                | 3 min 59 s 57 | Q     |
| 9    | 1     | 3     | Allemagne       | Jenny Mensing (1 min 01 s 02) Sarah Poewe (1 min 07 s 19) Alexandra Wenk (58 s 85) Britta Steffen (52 s 89)                                      | 3 min 59 s 95 |       |
| 10   | 2     | 7     | Suède           | Sarah Sjöström (1 min 01 s 38) Jennie Johansson (1 min 06 s 94) Martina Granström (58 s 46) Michelle Coleman (53 s 98)                           | 4 min 00 s 76 |       |
| 11   | 1     | 2     | Italie          | Arianna Barbieri (1 min 00 s 80) Michela Guzzetti (1 min 08 s 62) Ilaria Bianchi (57 s 59) Federica Pellegrini (55 s 19)                         | 4 min 02 s 20 |       |
| 12   | 1     | 6     | Canada          | Julia Wilkinson (1 min 00 s 49) Tera van Beilen (1 min 08 s 12) Katerine Savard (59 s 00) Samantha Cheverton (55 s 10)                           | 4 min 02 s 71 |       |
| 13   | 2     | 1     | Espagne         | Duane Da Rocha Marce (1 min 00 s 43) Marina Garcia Urzainqui (1 min 08 s 35) Judit Ignacio Sorribes (59 s 07) Melania Costa Schmid (55 s 20)     | 4 min 03 s 05 |       |
| 14   | 1     | 3     | France          | Laure Manaudou (1 min 01 s 09) Fanny Babou (1 min 09 s 14) Justine Bruno (1 min 00 s 17) Charlotte Bonnet (55 s 13)                              | 4 min 05 s 53 |       |
| 15   | 2     | 8     | Islande         | Eygló Ósk Gústafsdóttir (1 min 01 s 74) Hrafnhildur Lúthersdóttir (1 min 09 s 19) Sarah Blake Bateman (1 min 00 s 04) Eva Hannesdóttir (56 s 12) | 4 min 07 s 09 |       |
| 16   | 1     | 8     | Hongrie         | Evelyn Verrasztó (1 min 03 s 39) Anna Sztankovics (1 min 17 s 43) Zsuzsanna Jakabos (-) Eszter Dara (-)                                          | DSQ           |       |